# Социальная мобильность
Социа́льная моби́льность — возможность смены человеком своего социального слоя. Понятие социальной мобильности близко по значению к понятию социального лифта или карьеры.

## Научное определение
Социальная мобильность — изменение индивидом или группой места, занимаемого в социальной структуре (социальной позиции), перемещение из одного социального слоя (класса, группы) в другой (вертикальная мобильность) или в пределах одного и того же социального слоя (горизонтальная мобильность). Резко ограниченная в кастовом и сословном обществе, социальная мобильность значительно возрастает в условиях индустриального общества.

## Горизонтальная мобильность
Горизонтальная мобильность — переход индивида из одной социальной группы в другую, расположенную на одном уровне (пример: переход в другую религиозную общину, смена гражданства). Различают индивидуальную мобильность — перемещение одного человека независимо от других, и групповую — перемещение происходит коллективно. Кроме того, выделяют географическую мобильность — перемещение из одного места в другое при сохранении прежнего статуса (пример: международный и межрегиональный туризм, переезд из города в деревню и обратно). В качестве разновидности географической мобильности выделяют понятие миграции — перемещения из одного места в другое без перемены социального статуса.

## Вертикальная мобильность
Вертикальная мобильность — продвижение индивида по служебной лестнице вверх или вниз.
- Восходящая мобильность — социальный подъём, движение вверх (Например: повышение в должности).
- Нисходящая мобильность — социальный спуск, движение вниз (Например: разжалование, дауншифтинг).

### Социальный лифт
Социальный лифт — понятие, похожее на вертикальную мобильность, но чаще употребляемое в современном контексте обсуждения теории элит в качестве одного из средств ротации правящей элиты или же в более широком контексте смена позиции в социальной иерархии, а не в служебной. Более жёстким определением ротации, напоминающим о том, что социальные лифты работают в обоих направлениях, является концепция колеса фортуны.

## Поколенная мобильность
Межпоколенная мобильность — сравнительное изменение социального статуса у различных поколений (пример: сын рабочего становится президентом).
Внутрипоколенная мобильность (социальная карьера) — изменение статуса в рамках одного поколения (пример: токарь становится инженером, затем начальником цеха, потом директором завода).
На вертикальную и горизонтальную мобильности влияют пол, возраст, уровень рождаемости, уровень смертности, плотность населения. В целом мужчины и молодые люди более мобильны, чем женщины и пожилые. Перенаселенные страны чаще испытывают последствия эмиграции (переселение из одной страны в другую по экономическим, политическим, личным обстоятельствам), чем иммиграции (переезд в регион на постоянное или временное жительство граждан из другого региона). Там, где высок уровень рождаемости, население более молодое и поэтому более подвижное, и наоборот.

## Теория социальной мобильности
Теория социальной мобильности Питирима Александровича Сорокина.

### Групповая мобильность
Делать карьеру можно в одиночку или группой. Существует индивидуальная и групповая мобильность. Когда действуют коллективные (кастовые, сословные, расовые и т. п.) привилегии или ограничения на мобильность, тогда представители низших групп могут попробовать устроить бунт, чтобы добиться отмены этих ограничений и всей своей группой подняться вверх по ступеням социальной лестницы.
Примеры групповой мобильности:
- В Древней Индии варна брахманов (священников) добилась превосходства над варной кшатриев (воинов). Это пример коллективного восхождения.
- Большевики до Октябрьского переворота были незначимы, после неё они все вместе поднялись до статуса, который раньше занимала царская аристократия. Это пример коллективного восхождения.
- Социальный статус Римского Папы и епископов за последние три столетия понизился. Это пример коллективного нисхождения.

### Подвижные и неподвижные типы обществ.
В подвижном типе общества степень вертикальной мобильности очень велика, а в неподвижном типе общества очень мала. Пример второго рода — кастовый строй в Индии, хотя степень вертикальной мобильности никогда не была нулевой даже в Древней Индии. Степень вертикальной мобильности должна быть ограничена. На каждом «этаже» должно существовать «сито», просеивающее индивидов, иначе на руководящих постах могут оказаться непригодные для этой роли люди, и всё общество может из-за этого погибнуть во время войны или в результате отсутствия реформ. Степень вертикальной мобильности можно измерить, например, по доле «выскочек» среди правителей и высших чиновников, вычисленной в процентах. Эти «выскочки» начали свою карьеру из среды бедняков и закончили правителями. Сорокин показал различие между странами (по последним трём данные, естественно, до второй половины 20 века) по степени вертикальной мобильности:
- Западная Римская империя − 45,6 %
- Восточная Римская империя − 27,7 %
- Россия до Октябрьской революции − 5,5 %
- Франция − 3,9 %
- Англия − 5 %
- США − 48,3 %

### Тестирование «ситом»
В любом обществе есть много желающих продвижения наверх, но достичь этой цели удаётся немногим, так как этому препятствуют «сита» на каждом этаже социальной иерархии. Когда человек приходит устраиваться на работу, его оценивают по нескольким критериям:
- Семейное происхождение. Хорошая семья способна дать своему ребёнку хорошую наследственность и хороший уровень образования. На практике этот критерий применялся в Спарте, Древнем Риме, Ассирии, Египте, Древней Индии и Китае, где сын наследовал статус и профессию отца. Современная семья нестабильна, поэтому, сегодня начинает складываться норма оценивать личность не по семейному происхождению, а по личным качествам. Ещё Пётр I в России ввёл табель о рангах, согласно которому продвижение по службе зависело не от «породы», а от личных заслуг.
- Уровень образования. Функция школы состоит не только во «вливании» знаний, но и в том, чтобы при помощи экзаменов и наблюдений определить, кто талантлив, а кто нет, чтобы отсеять последних.

Профессиональные организации перепроверяют соответствие способностей человека записи в дипломе об образовании, они тестируют специфические качества людей: голос для певца, силу для борца и т. д. На работе каждый день и каждый час становятся для человека экзаменом на профессиональную пригодность. Этот тест можно считать окончательным.

### К чему приводит перепроизводство или недопроизводство элиты?
Существует оптимальное соотношение между количеством людей в элите и всего населения. Перепроизводство количества людей в элите приводит к гражданской войне или революции. Например, султан в Турции имел большой гарем и много сыновей, которые безжалостно начинали уничтожать друг друга после смерти султана в борьбе за престол. Перепроизводство элиты в современном обществе приводит к тому, что неудачники из элиты начинают организовывать подпольные организации с целью организовать вооружённый захват власти.
Недопроизводство элиты из-за низкой рождаемости среди высших слоёв приводит к необходимости отдать часть элитарных позиций людям, не прошедшим селекцию. Это вызывает социальную нестабильность и глубокие противоречия внутри элиты между «вырожденцами» и «выскочками». Слишком строгий контроль при отборе элиты часто приводит к полной остановке «лифтов», к вырождению элиты и к «подрывной» деятельности низко стоящих правителей по призванию, которые не могут сделать легальную карьеру и стремятся физически уничтожить «вырожденцев» и занять их элитарные позиции.

### Список лифтов социальной мобильности
Выбор лифта (канала) социальной мобильности имеет большое значение при выборе профессии и при подборе персонала.
Сорокин назвал восемь лифтов вертикальной мобильности, по которым люди перемещаются вверх или вниз по ступеням социальной лестницы в процессе своей персональной карьеры:
- Армия. 36 римских императоров (Юлий Цезарь, Октавиан Август и др.) из 92 достигли своего положения благодаря службе в армии. 12 византийских императоров из 65 достигли своего статуса по той же причине.
- Религиозные организации. Значение этого лифта достигло апогея в Средние века. Григорий VII (папа римский) в 1077 г. низложил, унизил и отлучил от церкви императора Священной Римской империи Генриха IV. Из 144 римских пап 28 были простого происхождения, 27 вышли из средних классов. Институт целибата запрещал католическим священникам жениться и иметь детей, поэтому после их смерти освободившиеся позиции занимали новые люди, что препятствовало образованию потомственной олигархии и ускоряло процесс вертикальной мобильности. Пророк Мухаммед сначала был простым купцом, а затем стал правителем Аравии.
- Школа и научные организации. В древнем Китае школа была главным лифтом в обществе. По рекомендациям Конфуция была построена система образовательной селекции (отбора). Школы были открыты для всех классов, лучших учеников переводили в высшие школы, а затем в университеты, оттуда лучшие ученики попадали в правительство и на высшие государственные и военные посты. Наследственная аристократия отсутствовала. Правительство мандаринов в Китае было правительством интеллектуалов, которые умели писать литературные сочинения, но не разбирались в бизнесе и не умели воевать, поэтому Китай не один раз становился лёгкой добычей для кочевников (монголов и маньчжуров) и европейских колонизаторов. В современном обществе главными лифтами должны быть бизнес и политика. Школьный лифт имел большое значение и в Турции при Сулеймане Великолепном (1522—1566 гг.), когда талантливых детей со всей страны отправляли в специальные школы, затем в корпус янычар, а затем — в гвардию и государственный аппарат. В древней Индии низшие касты не имели права на получение образования, то есть школьный лифт двигался только по верхним этажам. Сегодня в США нельзя занимать государственную должность без университетского диплома. Из 829 британских гениев 71 были сыновьями неквалифицированных рабочих. 4 % академиков России вышли из крестьян, например, Ломоносов. Примером социальной мобильности через образовательные институты являются студенты первого поколения.
- Политический лифт, то есть правительственные группы и партии.
- Искусство. Среди самых известных литераторов Франции 13 % были из рабочей среды.
- Пресса, телевидение, радио. Газеты и телевидение могут обеспечить известность и продвижение.
- Экономические организации. Накопление богатств — это самый надёжный путь наверх в условиях соблюдения законности, в условиях социальных катаклизмов богатство можно легко отобрать. Нищий аристократ не способен сохранить социальный престиж, хотя останется владельцем титула, нищий нувориш теряет абсолютно всё. В Древнем Риме огромным влиянием пользовались такие богатые предприимчивые рабы, как Тримальхион, Палладий, Нарцисс. Царь Нумидии Югурта путём подкупа должностных лиц Рима добивался поддержки Рима в своей борьбе за престол в конце 2 в. до н. э. Изгнанный, в конце концов, из Рима, он называл «вечный» город продажным городом: «Тебя всего можно было бы купить, если бы нашёлся покупатель». Р. Греттон писал о восхождении английской буржуазии: «Пока аристократия и земельное дворянство в XV веке уничтожали и разоряли друг друга, средний класс шёл в гору, накапливая богатства. В результате нация однажды проснулась, узрев новых хозяев». Средний класс за деньги покупал все желаемые титулы и привилегии.
- Семья и брак. По древнеримскому закону, если свободная женщина выходила замуж за раба, то её дети становились рабами, сын рабыни и свободного человека становился рабом. Сегодня существует «притяжение» богатых невест и бедных аристократов, когда в случае брака оба партнёра получают взаимную выгоду: невеста получает титул, а жених — богатство.